# Hălchiu
Hălchiu (in ungherese Höltöveny, in tedesco Heldsdorf) è un comune della Romania di 4 560 abitanti, ubicato nel distretto di Brașov, nella regione storica della Transilvania.
Il comune è formato dall'unione di due villaggi: Hălchiu e Satu Nou.

## Storia
Secondo la tradizione il villaggio fu fondato nei primi anni del XIII secolo da un cavaliere di nome Fulkun (Haldeboatski nei documenti sassoni) che con alcuni seguaci vi si stabilì ottenendo dal re Andrea II d'Ungheria il permesso di costruire una fortezza. Fulkun morì durante l'invasione dei Tartari del 1241. Il paese fu colpito duramente dagli attacchi turchi della prima metà del XV secolo che lo travolsero nel 1421, nel 1432 e ancora nel 1438. Resistette agli assedi di Mihai Viteazul, principe di Valacchia, che nell'ottobre 1599 tentò per ben sei volte di far capitolare la fortezza senza successo. Alla fine Halchiu cedette alle truppe di Valacchia il mese successivo e dopo pochi mesi fu incendiata. Nel XVII secolo fu villaggio libero della contea di Brasov e agli inizi del secolo successivo fu coinvolto nella rivolta dei villici guidati da György Dózsa.

## Monumenti e luoghi d'interesse

### Chiesa fortificata

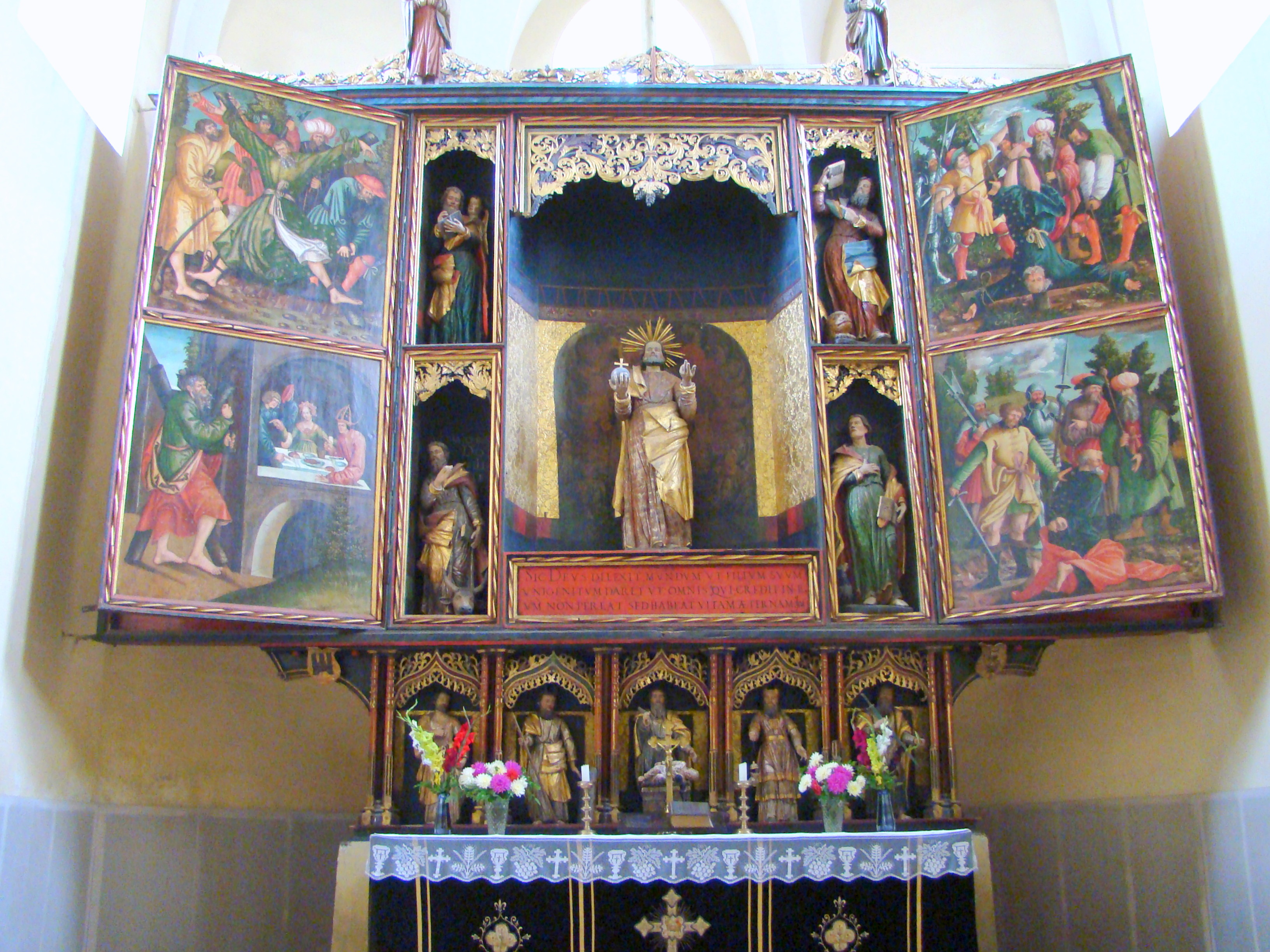
Polittico della chiesa evangelica

L'antica chiesa evangelica, costruita nel 1280, fu distrutta dal terremoto del 1802. Rimasero in piedi solo il coro gotico e la torre. Il tempio fu ricostruito e riconsacrato nel 1807. L'interno conserva un pregevole polittico d'altare (inizi del XVI secolo) dai colori sgargianti e insolitamente grande (alto 8 metri e largo 7,7 metri), e restaurato nel 1977 con il sostegno dell'associazione degli emigranti sassoni. Nei giorni festivi, quando le ante sono aperte, si possono vedere quattro dipinti raffiguranti il martirio degli apostoli Andrea e Pietro, l'esecuzione di Giacomo e Sant'Andrea, che salva un vescovo dalla tentazione del diavolo. Al centro vi è una statua di Gesù, attorniata dalle figure dai quattro evangelisti. Quanto il polittico viene chiuso sono visibili otto rappresentazioni della passione: la Preghiera sul Monte degli Ulivi, l'Arresto, l'Udienza, la Flagellazione, l'Incoronazione di Spine, l'Ecce Homo, il trasporto della Croce e la Crocifissione. Sulla base sono poste cinque statuette raffiguranti Abramo, Mosè, Aronne, e gli apostoli Pietro e Paolo che guidano l'ex sacerdote della comunità, Johannes Reichart, verso la salvezza del popolo. Notevole anche l'organo del 1785, danneggiato dal terremoto ma poi sistemato.
La fortificazione di Hălchiu era l'unica della Transilvania a forma di un quadrato regolare con doppie mura e torri angolari: fu abbattuta nel 1894; sotto il portico della chiesa sono esposte alcune stampe che la rappresentano prima della demolizione. La forma regolare della fortezza permetteva di dividerla in quattro parti e gli abitanti di ogni quartiere dovevano mantenere in ordine il tratto di muro e la torre di competenza, nonché difenderli durante gli attacchi.
La chiesa ortodossa dedicata agli arcangeli Michele e Gabriele risale al 1791.

### Satu Nou

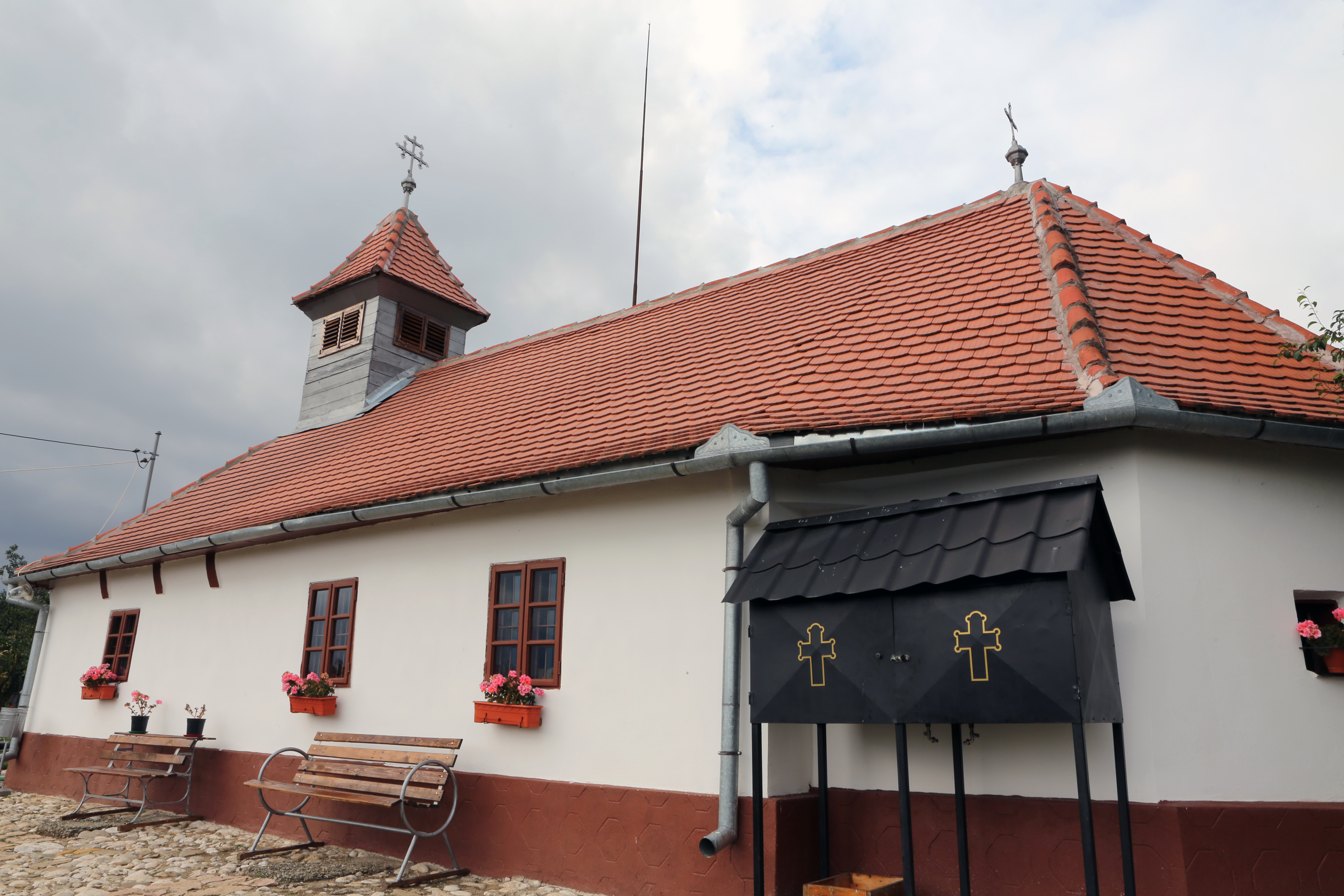
Chiesa di legno di San Demetrio

Il villaggio sorge ad est del capoluogo sulle rive del torrente Homorod. La tradizione vuole che il borgo sia sorto ad opera dei superstiti del villaggio di Komlos, situato circa tre km a monte del torrente, raso al suolo dalle truppe di Brasov nel 1561, perché alcuni suoi abitanti rapinavano i mercanti di passaggio. Tuttavia la chiesa evengelica del 1336 dimostra che già esisteva un insediamento abitativo nel XV secolo. La piccola chiesa fu dotata del campanile in muratura (prima era in legno) nel 1785 e fu restaurata verso la metà del XIX secolo. Notevole l'altare costituito da un polittico: al centro è raffigurata la crocefissione con ai lati le figure della Madonna e San Giovanni Apostolo. Ai lati sono distribuiti quattro pannelli con le immagini degli evangelisti. Curiosa anche la storia della chiesa ortodossa di San Demetrio costruita in legno nel 1688 a Rășinari, poi acquistata e smontata dagli abitanti di Satu Nou e ricostruita nel villaggio nella sua forma originaria nel 1889 .